# アディソン・マルスザク
アディソン・ジョン・マルスザク（Addison John Maruszak, 1986年12月21日 - ）は、アメリカ合衆国フロリダ州ピネラスパーク出身の元プロ野球選手（内野手）。

## 経歴
2008年、MLBドラフト17巡目（全体530位）でニューヨーク・ヤンキースから指名され入団。A-級スタテンアイランド・ヤンキースで44試合に出場し、6本塁打25打点5盗塁、打率.317だった。
2009年は開幕をA+級タンパ・ヤンキースで迎え、24試合に出場し4打点2盗塁.147だった。5月からA級チャールストン・リバードッグスで64試合に出場。2本塁打20打点6盗塁、打率.263だった。
2010年はA+級タンパでプレー。68試合に出場し、1本塁打34打点3盗塁、打率.284だった。夏にはルーキー級ガルフ・コーストリーグ・ヤンキースでも2試合に出場し2打点、打率.375だった。
2011年はAA級トレントン・サンダーに昇格。6月下旬にAAA級スクラントン・ウィルクスバリ・ヤンキースへ昇格。3試合に出場し、7月にAA級トレントンに降格した。AA級では108試合に出場し、7本塁打47打点2盗塁、打率.244だった。
2012年はAA級トレントンでプレー。117試合に出場し、16本塁打59打点5盗塁、打率.276だった。
2013年はAAA級スクラントン・ウィルクスバリでプレー。94試合に出場し、4本塁打32打点、打率.254だった。オフに教育リーグのアリゾナ・フォールリーグに参加し、スコッツデール・スコーピオンズに所属した。
2014年4月2日に放出され、5月16日にフィラデルフィア・フィリーズとマイナー契約を結んだ。